# Lumina
Lumina község Constanța megyében, Dobrudzsában, Romániában. A hozzá tartozó települések: Ojtoz és Sibioara.

## Fekvése
A település az ország délkeleti részén található, Konstancától tizenhat kilométerre északra, a legközelebbi várostól, Năvodaritól hét kilométerre, délre.

## Története
Régi török neve Kocaali vagy Kogea-Ali, románul Cogealia. 1929-ben kapta a Valea Neagră nevet (magyarul: Fekete Völgy). Mai elnevezése, Lumina, 1965-óta van használatban, jelentése: fény.
A települést 1650-ben tatárok alapították. Az 1873-1883-as évek között német családok telepedtek le. 1940-ben 698 német nemzetiségű lakost telepítettek át Németországba, a náci „Heim in Reich” (magyarul: Vissza a Birodalomba) mozgalom keretein belül.
1880 és 1908 között Sibioara része volt, 1908 és 1925 között pedig Ovidiu közigazgatási irányítása alá tartozott. 1926. január 1-jén községközponti státuszt kapott, ekkor a hozzá tartozó települések Mamaia és Năvodari voltak. 1968-tól ismét Ovidiuhoz tartozott, egészen 1989-ig, akmikor újból községi rangra emelték, és hozzá rendelték Sibioara valamint Oituz falvakat.

## Lakossága
A nemzetiségi megoszlás a következő:
| 2002      | 2002 | 2002   |
| --------- | ---- | ------ |
| Románok   | 6892 | 93,27% |
| Tatárok   | 306  | 4,14%  |
| Romák     | 94   | 1,27%  |
| Törökök   | 70   | 0,94%  |
| Lipovánok | 13   | 0,17%  |
| Németek   | 7    | 0,09%  |
| Ukránok   | 3    | 0,04%  |
| Magyarok  | 2    | 0,02%  |
| Bolgárok  | 1    | 0,01%  |
| Egyéb     | 1    | 0,01%  |
| Összesen  | 7389 | 100,0% |